# Breznička (powiat Stropkov)
Breznička – wieś (obec) na Słowacji położona w kraju preszowskim, w powiecie Stropkov. Pierwsze wzmianki o miejscowości pochodzą z roku 1430.
Według danych z dnia 31 grudnia 2012, wieś zamieszkiwały 132 osoby, w tym 64 kobiety i 68 mężczyzn.
W 2001 roku pod względem narodowości i przynależności etnicznej 96,27% mieszkańców wsi było Słowakami, a 3,73% Rusinami 3,73%.
Ze względu na wyznawaną religię struktura mieszkańców kształtowała się w 2001 roku następująco:
- Katolicy rzymscy – 2,24%
- Grekokatolicy – 93,28%
- Prawosławni – 4,48%